# Gargas (Vaucluse)
Gargas település Franciaországban, Vaucluse megyében. Lakosainak száma 3020 fő (2022. január 1.). Gargas Apt, Bonnieux, Roussillon és Saint-Saturnin-lès-Apt községekkel határos.

## Népesség
A település népességének változása:
| Lakosok száma | 2863 | 2976 | 3084 | 3039 | 3061 | 3078 | 3058 | 3039 | 3020 |
|               | 2013 | 2015 | 2016 | 2017 | 2018 | 2019 | 2020 | 2021 | 2022 |